# 46
Aquesta pàgina és per a l'any. Per al nombre, vegeu quaranta-sis.

## Esdeveniments

### Imperi romà
- Decimus Valerio Asiaticus i Marcus Junius Silanus torquatus són cònsols.
- Dobrudja s'annexà a Mèsia.
- Es superen els sis milions de ciutadans de Roma
- Després de la mort del seu rei, Tràcia es converteix en una província romana.
- Roma, i la seva frontera es troba al nord-est pel camí del Danubi.

## Naixements
- Plutarc, historiador grec.